# Гайчук Віктор Володимирович
Гайчук Віктор Володимирович (молд. Victor Gaiciuc; нар. 12 березня 1957, Пепень, Синжерейський район, Молдавська РСР, СРСР) — радянський і молдавський військовий, державний і політичний діяч, дипломат. Тричі обирався — Міністром оборони Республіки Молдова. 
Радник Президента Республіки Молдова в галузі оборони і національної безпеки, Секретар Вищої ради безпеки Республіки Молдова з 12 серпня — 22 листопада 2019 і з 17 березня — 20 листопада 2020.
Голова Спілки офіцерів Республіки Молдова з 2012 року. Кавалер Ордена Республіки (2017). Дивізійний генерал (2020).

## Біографія

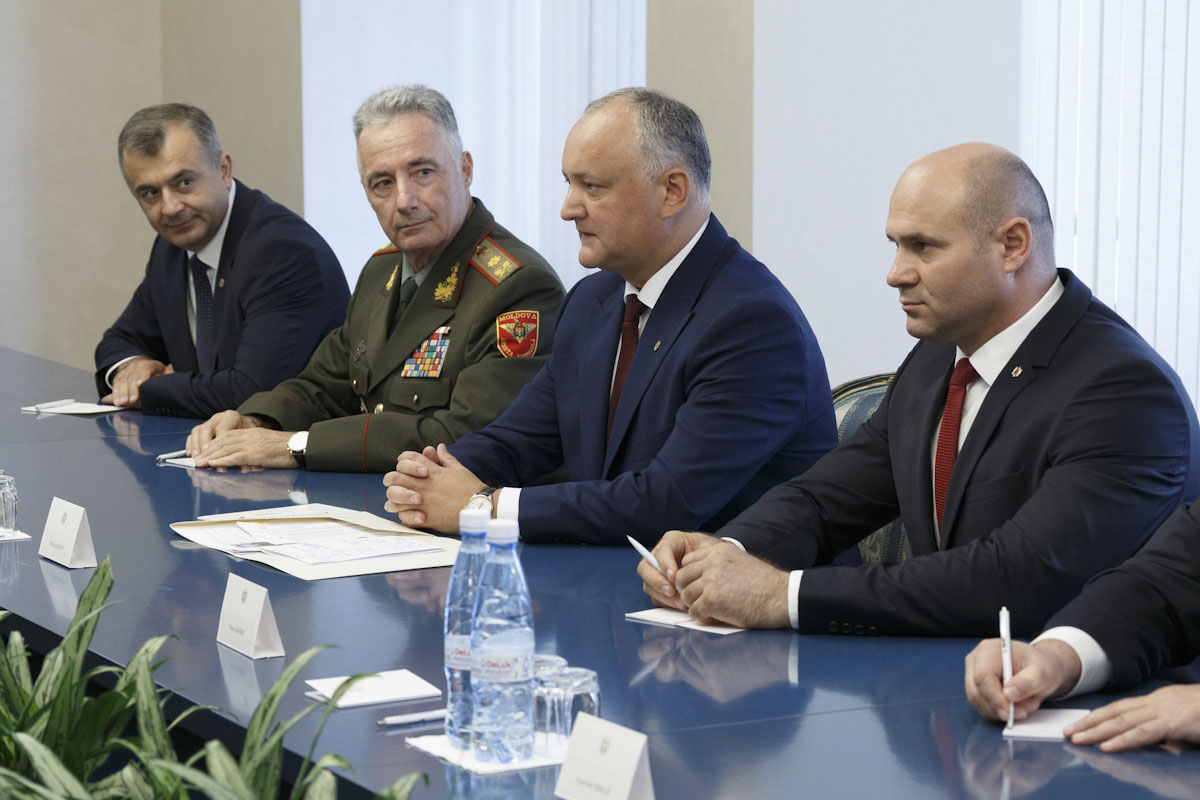
Зліва направо: радники президента Республіки Молдова Йон Кіку і Віктор Гайчук, Президент Республіки Молдова Ігор Додон, Міністр оборони Республіки Молдова Павло Войку на зустрічі з Міністром оборони Російської Федерації Сергієм Шойгу, Кишинів, Молдова, 23 серпня 2019

Народився 12 березня 1957 року в селі Пепень Синжерейського району Молдавської РСР. З дитинства мріяв стати льотчиком:
|  | Напевно, на мене вплинули книга і фільм про знаменитого льотчика Олексія Маресьєва «Повість про справжню людину». У мене тоді в свідомості відклалося, що льотчики — це відважні, сміливі, благородні люди. Коли це почуття у мене з'явилося, я прагнув усіма силами його реалізувати — відправляв листи у військове училище, почав вчити ту іноземну мову, яку потрібно було здавати на іспитах, посилено займався спортом. Крім того, я народився в селі Пепені, яке знаходиться неподалік від військового аеродрому в Маркулештах. З ранніх років я спостерігав, як в небі літають винищувачі мить. Мені вони здавалися срібними птахами. Звичайно, мені теж хотілося літати. І я щасливий, що зміг реалізувати свою дитячу мрію. |

Закінчив Харківський національний університет Повітряних Сил імені Івана Кожедуба у 1978 році. З 1986 по 1989 рік навчався у Військово-політичній академії імені В. І. Леніна. 
У 1997 році пройшов курси коледжу НАТО в Римі. Володіє російською та французькою мовами. Доктор історичних наук.
Після закінчення Харківського училища льотчиків з 1978 по 1986 рік проходив службу у ВПС СРСР льотчиком, старшим льотчиком, командиром ланки, заступником командира ескадрилії авіаційного полку в Забайкальському і Білоруському військових округах.
Після закінчення Військово-політичної академії імені В.І. Леніна, в 1989 році продовжив службу в Білоруському військовому окрузі. 
Начальник навчального відділу, після — заступник командира авіаційного полку, який відповідає за підготовку кадрів.
У 1993 році повернувся до Республіки Молдова, де був призначений головним фахівцем, начальником відділу гуманітарної підготовки Управління навчання кадрів Міністерства оборони Республіки Молдова. З 1994 року очолював дирекцію з навчання. Під керівництвом Гайчука були розроблені гуманітарні та юридичні програми підготовки та навчання солдатів-строковиків, сержантів, молодшого та середнього офіцерського складу. Викладацький склад почав комплектуватися військовими та цивільними педагогами. Так само виступав з ініціативою з розробки концепції військово-патріотичного виховання молоді в Республіці Молдова. Ця концепція, поряд з планом дій, була згодом затверджена Постановою Уряду і, з незначними змінами, залишається дієвою досі. Гайчуку належить ідея, яку він вважав необхідною і доцільною: включити в процес військової освіти морально-християнський елемент, у зв'язку з чим ініціював укладення угоди про співпрацю з Молдавсько-Кишинівською митрополією. В результаті у всіх військових підрозділах були включені посади капеланів, які працюють серед солдатів, присутні на всіх військових заходах і святах, сприяючи військово-патріотичній освіті військовослужбовців. Крім освітніх програм, під керівництвом Віктора Гайчука були складені військові статути, розпочато процес з підготовки до видання в 8 томах «Книги пам'яті Молдови», а розроблена законодавча і нормативна база стала основою для створення згодом Центру досліджень оборони і безпеки Військової академії Республіки Молдова..
З 3 червня 1997 по 7 квітня 1999 рік — заступник Міністра оборони Республіки Молдова, що відповідає за підготовку кадрів, військове право і міжнародні відносини.
У 1999—2000 роках — комісар Військово-адміністративного управління Міністерства оборони Республіки Молдова. З 14 квітня 2000 по 11 травня 2001 рік — знову заступник Міністра оборони, відповідальний за міжнародне співробітництво, в тому числі з НАТО («Партнерство заради миру»).
На підставі вотуму довіри, наданого парламентом, Указом Президента Республіки Молдова від 19 квітня 2001 року полковник Віктор Гайчук призначений Міністром оборони Республіки Молдова в уряді Василя Тарлєва. 20 лютого 2002 року було присвоєно військове звання бригадного генерала. 15 жовтня 2004 року звільнений з посади Міністра оборони.

## Сім'я
Дружина — Валентина Гайчук, сини — Сергій та Адріан.
Родич екс-президента Молдови Ігоря Додона, який був нанашем (посадженим батьком) на весіллі Сергія — старшого сина Віктора Гайчука.

## Нагороди
Має нагороди Казахстану, Киргизії, України.
- Медаль «За бездоганну службу» II ступеня
- Медаль «За бездоганну службу» III ступеня
- Медаль «100-річчя авіації»
- Медаль Національної армії
- Орден Преподобного Паїсія Величковського II ступеня (Православна Церква Молдови)
- Орден командора (Королівства Бельгія)
- Орден «Вірність Батьківщині» III ступеня (12 березня 2007) — за заслуги в забезпеченні обороноздатності держави і внесок у розвиток співпраці між Республікою Молдова та іншими державами та міжнародними організаціями
- Орден «Вірність Батьківщині» II ступеня (14 березня 2012) — за заслуги в розвитку ветеранського руху, внесок у виховання молодого покоління в дусі патріотизму і плідну організаторську і громадську діяльність
- Орден Республіки (27 серпня 2017) — за особливі заслуги перед державою, довголітню плідну працю в різних областях, високі професійні якості та активну громадську діяльність